# Carl Fallberg
Carl Robert Fallberg (11 septembre 1915, Cleveland, Tennessee - 9 mai 1996 à Glendale, Californie) est un scénariste américain ayant travaillé dans l'animation et la bande dessinée, ainsi que dessinateur de BD principalement pour les studios Disney.

## Biographie
Au début des années 1940, Fallberg participe comme scénariste à deux longs métrages des studios Disney, Fantasia et Bambi.
Au début des années 1950, il passe au service des comics de Disney, écrivant des scénarios pour la série Mickey Mouse, histoire illustrée par Paul Murry et publiée dans Walt Disney's Comics and Stories. Il travaille pour le département des comics jusqu'au début des années 1970, sa dernière histoire est publiée en 1973.
De nombreuses histoires de Fallberg reflètent sa passion pour le chemin de fer et il s'est spécialisé dans la création de personnages hauts en couleur habitant des régions exotiques dans lesquelles se situe l'action. Ces éléments ont souvent aider à compenser l'intérêt narratif faible de la personnalité de Mickey Mouse durant cette période.
Il a aussi créé le personnage de P'tit Loup (Lil Bad Wolf) et écrit quelques histoires pour Bucky Bug, Donald Duck et Oncle Picsou.
Dans les années 1940 et 1950, son comic strip Fiddletown & Copperopolis a été publié dans le Magazine Railroad.
À partir du début des années 1970, il redevient scénariste dans le monde de l'animation pour Hanna-Barbera Productions, travaillant sur les personnages de Sam le pirate, Daffy Duck et Speedy Gonzales.

## Filmographie
- 1940 : Fantasia, scénariste sur la séquence L'Apprenti sorcier
- 1942 : Bambi, scénariste